# Carmen Vidal
Pour les articles homonymes, voir Vidal.
Carmen Vidal, née le 28 juin 1915 en Algérie et morte le 10 février 2003, est une femme d'affaires, fondatrice de l'entreprise Germaine de Capuccini, une entreprise espagnole de cosmétiques pour les professionnels.

## Biographie
Fille de parents espagnols, elle est née à Reghaïa, une ville dans le nord de l'Algérie. Son enfance se déroule entre les deux pays, l'Espagne et l'Algérie française. Elle rencontre  son futur mari, Vicente Vidal, lorsqu’elle a 20 ans. Au lendemain de la Seconde Guerre mondiale, elle travaille en Algérie et en France dans le domaine de la beauté, mais aussi dans les soins infirmiers, et est également chroniqueuse pour le magazine Elle. Sa famille s’installe en Espagne, à Alcoy, où elle ouvre un salon de coiffure. Elle crée l’entreprise Germaine de Capuccini en 1964 ,. Le nom de la marque fait référence à l’actrice française et mannequin Capucine, archétype, à l’époque, de la Française élégante, une image qu’elle juge intéressante dans une Espagne qui sort progressivement d’un certain isolement dû au régime franquiste.
En 1966, elle quitte Paris pour rejoindre sa famille et réaliser une deuxième étape de son  projet entrepreneurial : transformer le salon de coiffure en un institut de beauté et produire ses propres crèmes et lotions cosmétiques. Ses premiers produits de beauté utilisent des matières premières telles que l'huile d'amande douce, le blanc de baleine, l'avocat, l'eau de rose, la cire d'abeille, le germe de blé, la calendula, etc. L’activité de l’entreprise est tournée vers le marché espagnol dans un premier temps, puis s’internationalise, à partir de 1978, avec les débuts de commercialisation au Venezuela.
Elle meurt à 87 ans, en février 2003.